# Böttsteiner Schlosskapelle

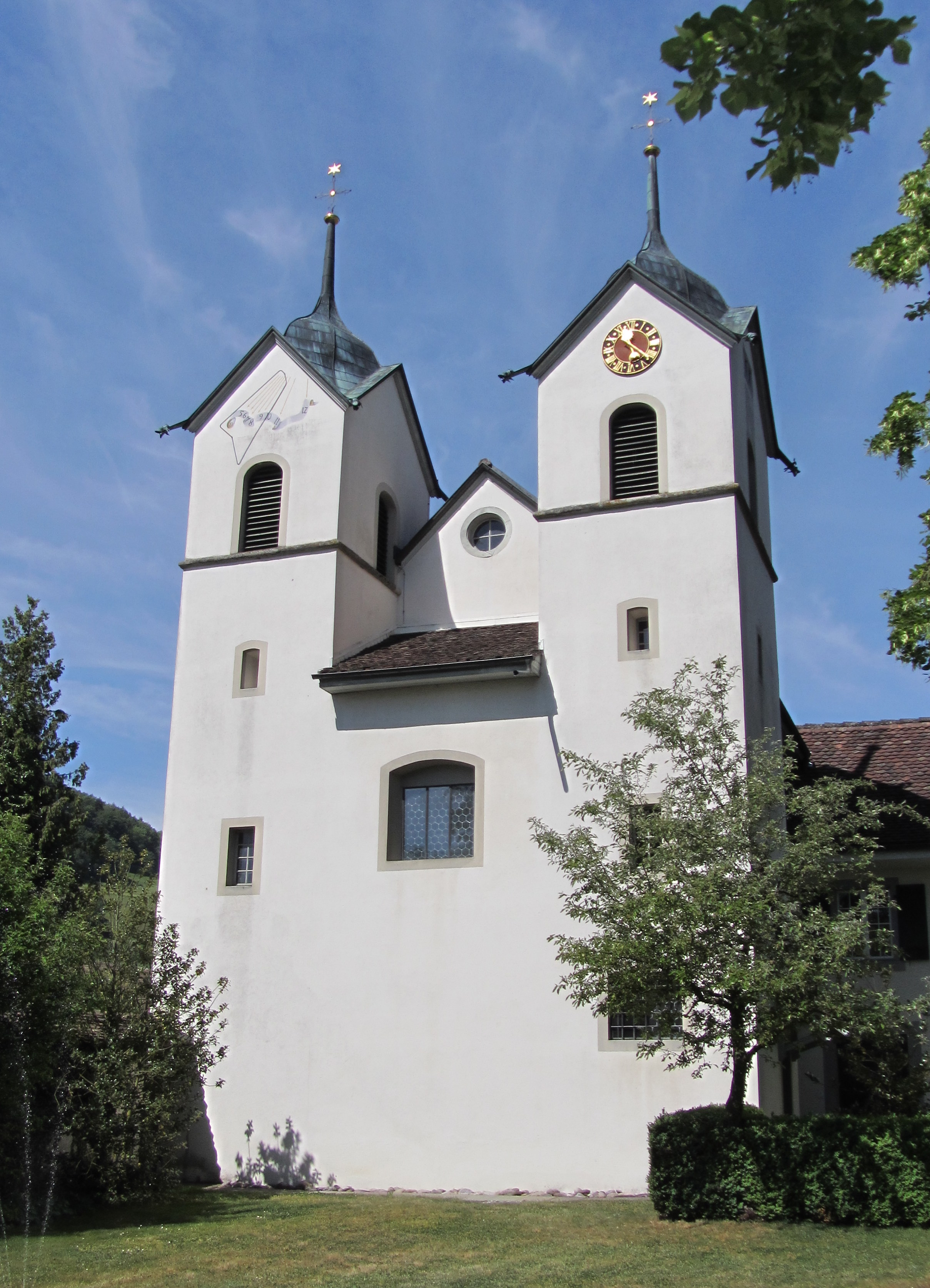
Blick von Osten

Die Böttsteiner Schlosskapelle ist eine katholische, barocke Schlosskapelle aus dem frühen 17. Jahrhundert in der Bistumsregion St. Urs. Seit 1617 umfassen die Patrozinien mit der offiziellen Einweihung den Heiligen Antonius, Franziskus und Ulrich.

## Geschichte
Nach dem Erwerb der Herrschaft Böttstein im Jahre 1606 durch die Familie von Roll begannen 1615 die Bauten am Schloss Böttstein und damit auch die der dazugehörigen Schlosskapelle mit den Gebrüdern Johann Peter, Johann Walter, Karl Emanuel und Johann Ludwig als Bauherren. Zwei Jahre später im Jahre 1617 waren alle Bauten abgeschlossen, womit die Kapelle auch eingeweiht wurde.
Nachdem das einzige Kind des Schlossherrn, Maria Magdalena von Roll, 1674 Hans Martin Schmid von Bellikon heiratete, ging das Schloss und damit auch die Kapelle in den Besitz der Familie von Bellikon. Mit dieser Übernahme kam es auch zu Änderungen an der Kapelle, so wurden unter anderem Seitenaltäre oder 1823 wurde eine Kaplanei für einen Kaplan und 1840 eine neue Orgel samt Empore und hinzugefügt.
Später in 1893 verkaufte die Familie Von Bellikon das Schloss und die Kapelle, wobei zuvor im Jahre 1889 eine Stiftung für den Unterhalt der Kapelle eingerichtet wurde. Daraufhin wechselten beide oft Besitzer, bis 1935 der Römisch-katholische Kapellenverein Böttstein bis heute den Besitz übernahm.

## Orgel
Seit wann genau es eine Orgel in der Kapelle gab, ist unbekannt, jedoch ist aus der Familienchronik der Familie von Schmid bekannt, dass es vor 1840 zwei Orgeln gegeben haben muss, wobei diese dann eben 1840 aufgrund verschiedener Mängel durch eine größere Anschaffung ersetzt wurden. Diese musste aber schon 60 Jahre später in 1900 aufgrund von Geldnöten wieder verkauft werden. Erst 1985 bis 1987 im Rahmen einer umfassenden Renovierung wurde wieder eine Orgel, welche das Exemplar aus 1840 replizieren sollte, durch den Orgelbauer Armin Hauser eingebaut.